# Six: Pieces for Orchestra
Six: Pieces for Orchestra is een muziekalbum van Tony Banks. Het was zijn tweede album dat gevuld was met klassieke muziek. De zes stukken op het album hebben een gemeenschappelijk thema, het leven. Voor wat betreft de muziek is er geen binding tussen de stukken. Bijna alle muziek is gecomponeerd van achter de piano, maar wel met het symfonieorkest in gedachten. Vervolgens maakte Paul Englishby de orkestratie rond en gaf leiding aan het Praags Filharmonisch Orkest tijdens de opnamen. Banks was bij die opnamen aanwezig.
De ontvangst van het album in klassieke kringen was gematigd positief. Men classificeerde de muziek als behoudend.
Ook na dit album zette Banks zijn schreden in de klassieke muziek voort. In 2014 ging zijn werk Arpegg in première.

## Musici
- Paul Englishby – orkestrator, dirigent
- Charlie Siem – viool op Blade
- Martin Robertson – altsaxofoon op Siren
- Praags Filharmonisch Orkest

## Muziek
| Nr. | Titel           | Duur  |
| --- | --------------- | ----- |
| 1.  | Siren           | 8:51  |
| 2.  | Still waters    | 6:46  |
| 3.  | Blade           | 10:21 |
| 4.  | Wild pilgrimage | 8:19  |
| 5.  | The oracle      | 5:22  |
| 6.  | City of gold    | 12:09 |